# Monee
Monee és una població dels Estats Units a l'estat d'Illinois. Segons el cens del 2000 tenia 2.924 habitants.

## Demografia
Segons el cens del 2000, Monee tenia 2.924 habitants, 1.204 habitatges, i 872 famílies. La densitat de població era de 364,2 habitants/km².
Dels 1.204 habitatges en un 26,5% hi vivien nens de menys de 18 anys, en un 63,4% hi vivien parelles casades, en un 6,3% dones solteres, i en un 27,5% no eren unitats familiars. En el 21,9% dels habitatges hi vivien persones soles el 8,7% de les quals corresponia a persones de 65 anys o més que vivien soles. El nombre mitjà de persones vivint en cada habitatge era de 2,43 i el nombre mitjà de persones que vivien en cada família era de 2,83.
Per edats la població es repartia de la següent manera: un 21,5% tenia menys de 18 anys, un 6,2% entre 18 i 24, un 34,6% entre 25 i 44, un 22,1% de 45 a 60 i un 15,6% 65 anys o més.
L'edat mediana era de 37 anys. Per cada 100 dones de 18 o més anys hi havia 99,7 homes.
La renda mediana per habitatge era de 58.625 $ i la renda mediana per família de 64.960 $. Els homes tenien una renda mediana de 46.604 $ mentre que les dones 33.750 $. La renda per capita de la població era de 27.687 $. Aproximadament el 2,7% de les famílies i el 3,4% de la població estaven per davall del llindar de pobresa.

## Poblacions properes
El següent diagrama mostra les poblacions més properes.